# Ürményi Lajos
Ürményi Lajos (Jászkisér, 1837. október 3. – Szerencs, 1927. január 29.) színész.

## Pályafutása
Ürményi Nagy Mihály és Orczy Mária fia. Eleinte zongoratanárként dolgozott, majd 1858-ban színész lett Kocsisovszky Jusztinnál. Nemsokára, 1860-ban, talált rá operatársulatára, Reszler István pécsi, valamint debreceni együttesére. Az 1860-as évek közepén már jellemszínészként és operetténekesként is fellépett. Apaszerepeket is kapott 1871 őszétől. 1872-től mellőzni kezdték, 1882-től egy darabig visszavonulva élt, évadról évadra máshová szerződött. Baján daltársulatot vezetett 1880 őszén. 1892-ben ment nyugállományba. Költeményeket írt a Vasárnapi Ujságba (1856), a Napkeletbe; cikkeket a Szabad Magyarországba, a Nemerébe, Székelyföldbe stb.

## Főbb szerepei
- Hunyadi László (Erkel Ferenc: Brankovics György)
- Kotori (Szigeti J.: A vén bakancsos és fia, a huszár)
- Gloster (Shakespeare: Lear király).

## Munkái
1. Ubrik Borbála vagy a krakkói ártatlanul befalazott apácza szomorú igaz története. Versekbe szedte a nép felvilágosítására. Marosvásárhely, 1869.
2. II. Rákóczy György, eredeti tört. dráma 5 felv. Kolozsvár, 1871.
3. Hunn apostol. Tragédia 5 felv. Előszóval a magyarok eredetéről. Gyoma, (1900).